# Парагеосинкліналь
Па́рагеосинкліналь (рос. парагеосинклиналь, англ. parageosyncline, нім. Parageosynklinale f) – 
- 1) Геосинкліналь, яка не має всіх типових ознак геосинклінальних структур і витримує відносно слабкі деформації при практичній відсутності інверсії магматизму та метаморфізму.

- 2) (рідше) Тип геосинкліналей, для яких характерне положення між океаном та континентом; відокремлюється від океану вузькою смугою островів.